# Рафа
Рафа (арап. رفح) је град у Појасу Газе, на граници са Египтом. Има око 152.950 становника од којих су 44.000 Палестинске избеглице из ратова са Израелом које живе у избегличким камповима. Град има богату историју, а прво помињање бележи се 1303. године п. н. е. у египатским списима. Град је тешко страдао у сукобима са Израелом у другој половини 20. века.